# Krasznojarszki Puskin Drámai Színház
A Krasznojarszki Puskin Drámai Színház (orosz nyelven: Красноярский драматический театр имени А. С. Пушкина) az oroszországi Krasznojarszk vezető színháza, egyike Szibéria legrégebbi színházainak. Színészeinek jelentős része a helyi művészeti főiskoláról került ki.
1902-ben emelt, többször átalakított és felújított épülete a város főútján, a Béke sugárúton áll (proszpekt Mira, régi nevén: Voszkreszenszkaja ulica).

## 19. század, a kezdetek
A színház az 1870-es években keletkezett. 1873-ban két tehetős helyi polgár kezdeményezte és vállalta a színházépület építését, majd azt 1878-ban a város vette birtokba. Állandó hivatásos társulata akkor még nem volt. Részben egy vállalkozó társulata tartott előadásokat, részben fővárosi színészek léptek fel benne, de jelmezbálok, műkedvelő előadások helyszíne is volt. 1898-ban a fából készült épület teljesen leégett. 

## A 20. század eleje
Néhány év alatt sikerült összegyűjteni a pénzt az új téglaépület felépítéséhez. A Puskin Népszínház (vagy Puskin Népház és Színház) ünnepélyes megnyitóját 1902 februárjában tartották. Ugyanabban az évben kezdte meg munkáját K. P. Krasznova színjátszócsoportja, mely az állandó társulat alapja lett. A színházépület a művelődés központja is volt, az előtérben a városi rajziskola tartott órákat, majd könyvtár és ingyenes olvasóterem működött, a földszinti helyiséget üzleteknek adták bérbe.

## A szovjet korszakban

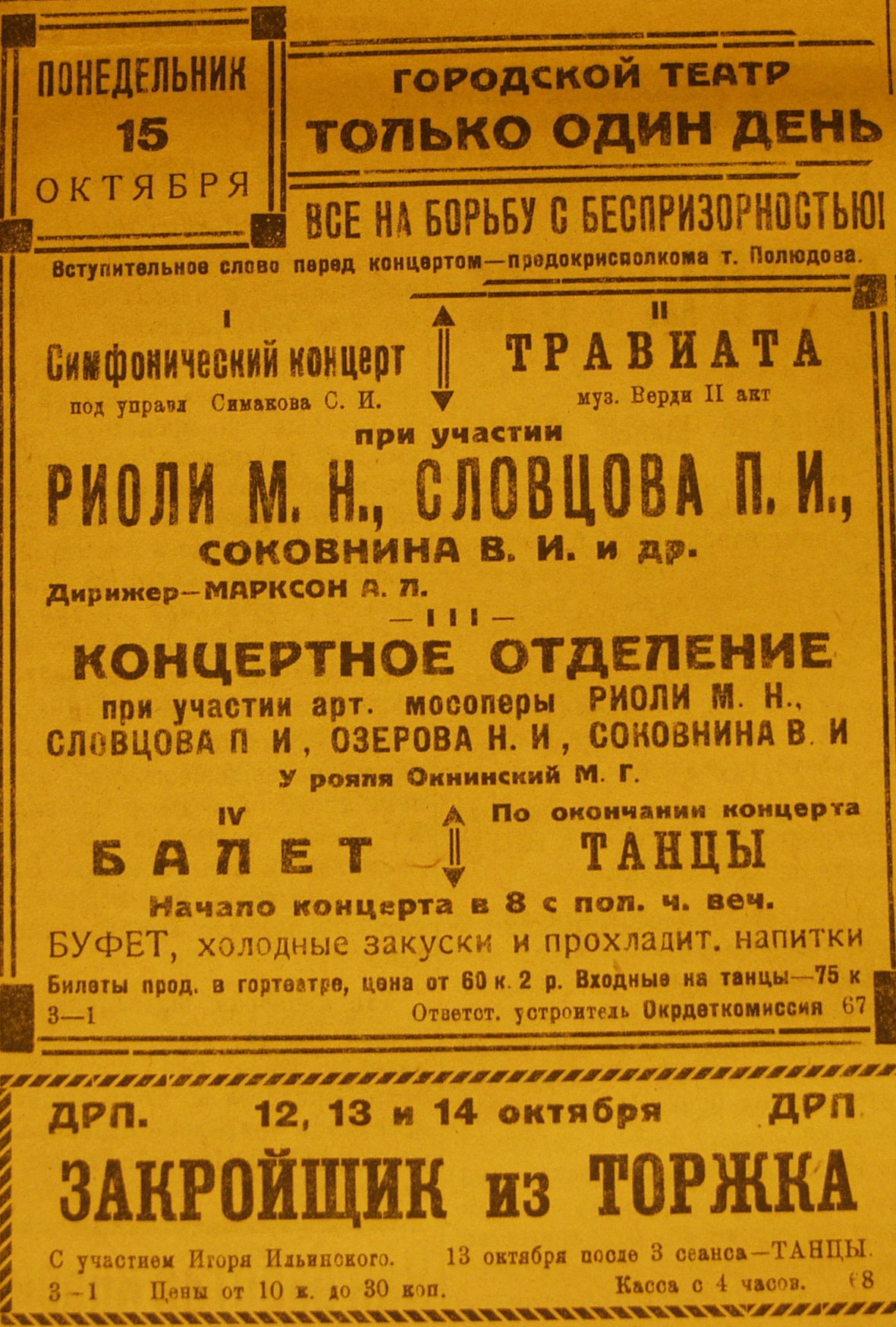
A színházban tartott koncert hirdetése (1928)

Az 1917. októberi forradalom és az államosítás után a színház nevét Első Krasznojarszki Munkásszínházra, majd Első Krasznojarszki Szovjet Színházra változtatták. 1935-ben kapta mai nevét.
Az 1930-as években a repertoár nagyrészt szovjet és klasszikus orosz szerzők Osztrovszkij, Gorkij, Pogogyin, Trenyov darabjaiból állt. Az 1940-es évek bemutatóit a háborús tematika és az emelkedett hazafias stílus jellemezte. 
A színház 1946-ban színészképző studiót nyitott. Ott tanult egy évig a később hírnevet szerzett jeles színművész, Innokentyij Szmoktunovszkij is. A társulat először 1956-ban, majd 1971-ben és 1980-ban is vendégszerepelt Moszkvában, valamint más orosz városokban. Az évek során a rendezők több generációja váltotta egymást, a szovjet kultúrpolitika ismert keretei között igyekeztek meghatározni egy-egy időszak stílusát, alakították a társulat összetételét. A Szovjetunió felbomlása előtti és utáni években, 1976–1996 között N. I. Homjakov volt az intézmény rendezője. 

## 21. század
A színház igazgatója Pjotr Anatoljevics Anyikin, főrendezője Oleg Alekszejevics Ribkin. Az 52 főből álló társulat színészeinek nagy része a Krasznojarszki Művészeti Főiskoláról került ki (2021. évi helyzet). 
Oleg Ribkin rendező Novoszibirszkből 2006-ban érkezett a színházhoz. Irányításával, eredeti dramaturgiai felfogásának, újszerű rendezéseinek köszönhetően a társulat és a színház országos figyelmet kapott, több orosz és nemzetközi fesztiválon is elismerést szerzett.
2008-ban indította el a színház évente (2017-ig?) megrendezett formabontó drámai fesztiválját, (Dráma. Új Kód, oroszul: «Драма. Новый Код», ДНК), ami felolvasószínház és kísérleti színpad egyszerre. A fesztivál a Mihail Prohorov Alapítvány támogatásával valósul(t) meg.

## A színházépület története

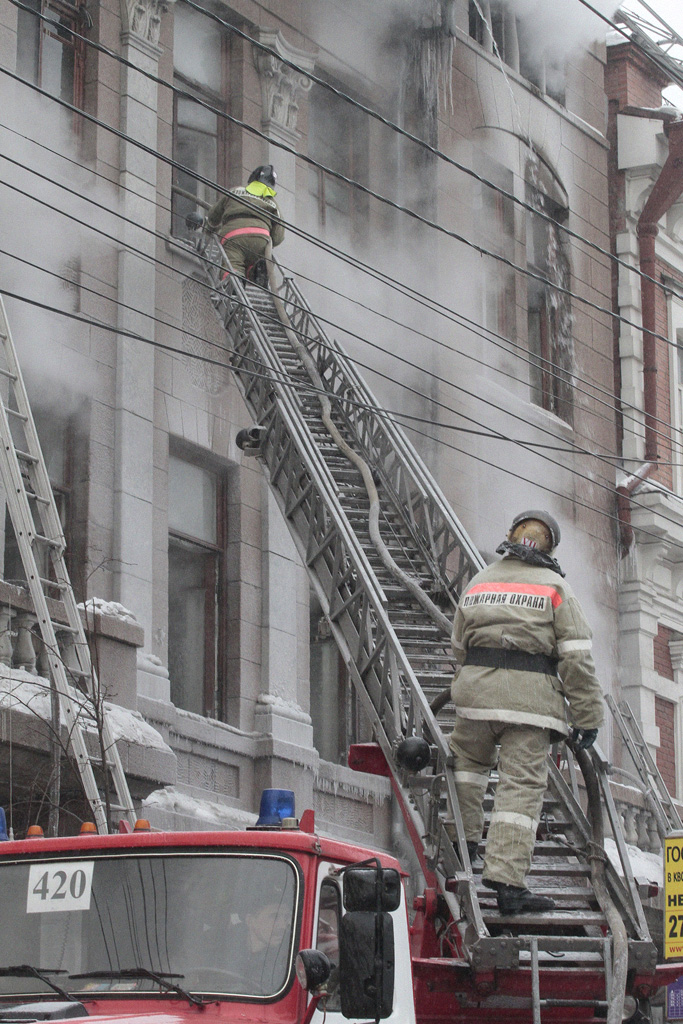
Tűzoltás a korábbi épületnél (2011. január 20.)

Az 1902-ben emelt épület nem eredeti formájában maradt meg, ugyanis 1930. január 9-én nagy része kiégett. 1935-36-ban helyreállították és kisebb átalakítást is végeztek rajta. 1946-ban pályázatot írtak ki a nézőtér és a belső terek megújítására, de a háborút követő időkben a megvalósításra nem nyílt lehetőség. Az átépítést 1952 őszén újból tervbe vették és a következő őszre már be is fejezték, akkor nyerte el az épület mai külsejét. A munkát ugyanis nagyrészt a fogolytáborok lakóival végeztették el, a tervezést is beleértve. A tervek a híres örmény építész, Gevorg Kocsar (1901–1973) vezetésével készültek, akit a norilszki Gulag-táborból hoztak át Krasznojarszkba.
1987-ben a színházé lett a főutca egy másik tekintélyes épülete (49. számú ház). Az 1910-es évek elején a párizsi Revelion Fréres szőrmekereskedő cég helyi képviselete építtette, később számos intézmény használta, majd 1956-ban az egyetem egyik kara kapta meg. A színház játszóhelyet alakított ki benne, több iroda, a díszletraktár és egyebek ott kaptak helyet, és múzeumot akartak benne létesíteni. 2011-ben azonban az épület a díszletekkel együtt leégett. 2015-ben magánbefektetőhöz került, aki 2018-ra saját célra felújította.
2012 elején a színház épületét teljes rekonstrukcióra bezárták és 2015. februárban felújítva, jelentősen kibővítve, a korábbi külsőt meghagyva, korszerű fény- és színpadtechnikával ellátva nyitották meg, 500 fős nézőtere van. A tervben szerepelt a főépület két oldalán egy-egy további épülettömb építése is. Ez akkor elmaradt, de 2021 nyarán elkezdődött. 